# 小姓奴
小姓奴，原名李文晉，香港網絡小說作家，曾使用中出即飛俠、認輸就真了、2nd Joe、于日辰等網名兼筆名發表作品。原為為一名高登討論區會員（高登ID：145424），並由2008年開始於高登以多個不同帳號發表作品。其著作《小甜回憶錄》獲出版商垂青於2011年香港書展正式公開發售成為高登第一位出版著作的作家。

## 簡歷
2008年，小姓奴於高登討論區以中出即飛俠的筆名發表作品，其筆風生動而隨即受網民注視，當中的成名作《阿妹唔鐘意我女朋友事件簿一》得到絕佳反應，並首次被網民「推爆Post」到1001個回應。乘著惡搞荒唐的筆風，相繼發表的作品亦得到更多讀者的支持。
及後筆名改為「小姓奴」，風格大變，以書面語寫作浪漫愛情故事，於深夜在高登連載，其回憶錄系列反應意外好，受歡迎程度比「中出即飛俠」惡搞時期有過之而無不及。當中《愛你相距16小時》得到絕對好評，再被讀者「推爆Post」以作支持，別樹一格的筆風被喻為高登最後一個清泉。
回憶錄完結後，為讀者帶來新衝擊而再度轉生，拋開著名筆名「小姓奴」，以「認輸就真了」全新形象示人，憑著《我同二家姐一段不可告人既越軌關係》再創新高，其故事引人入勝、疑幻疑真，隨著好評如潮成為當時一大話題。當中女主角的名字更成為熱門搜尋器最多人搜尋的關鍵字，得到五千多個回應。更有讀者發起活動，組團遠赴日本尋找二家姐，可見其筆力之磅礡。最後作者亦揭曉其真身為「小姓奴」。
為有更新穎的嘗試，再把慣性收視的兩個筆名放棄，以新名字「2nd Joe」作另類嘗試，結果《80後二世祖的性生活點滴流出》和《我同$500/1hr既出租女朋友番屋企做節》亦先後得到空前的成功。高登網民追捧其連載小說，成為高登講故台最多正評的作品，並改新名字于日晨以及成立Facebook個人網頁「一日之計于日辰」吸納更多讀者。優異成績終得出版商垂青，成為高登第一位出版著作的作家，其著作《小甜回憶錄》於2011年香港書展正式公開發售。2013年中國3D數碼娛樂（8078）用700萬買入小姓奴小說《一獄一世界》的版權改編成同名電影。

## 個人生活
小姓奴已婚，兒子於2016年出生。2018年7月，有女網民在fb群組內發表千字文訴說自己的苦況，稱自己與網絡作家丈夫於今年1月離婚。她指有人向她告密，向她發送前夫與其他女性的情慾信息及艷照，因而大受打擊，遂帶同兒子搬走。小姓奴於個人專頁中承認，女事主正是他的前妻，間接承認已與妻子離婚。他亦承認婚前確有「數個由支持者變成朋友再有過幾次關係的女生」，但強調他婚後沒有再出軌。
2019年初，于日辰交代近況，指2018年已經與妻子綠茶人辦理離婚手續，又謂其母親因不堪受到網絡攻擊，患上情緒病而離世。